# Труненков, Дмитрий Вячеславович
Дми́трий Вячесла́вович Труненко́в (род. 19 апреля 1984, с. Тасеево, Красноярский край) — российский общественный деятель, спортсмен-бобслеист, разгоняющий, выступавший за сборную России с 2006 по 2016 год.
Дважды серебряный призёр чемпионата мира, чемпион России и Европы, трёхкратный обладатель Кубка мира, участник Олимпийских игр 2010 года в Ванкувере. Заслуженный мастер спорта России, член спортивного общества «Локомотив». Начальник Главного штаба всероссийского военно-патриотического движения «Юнармия» (2016—2018). Лейтенант ВС РФ. В 2017 году Был лишён командной золотой медали сочинской олимпиады (2014) и дисквалифицирован пожизненно, однако впоследствии решением Спортивного арбитражного суда в Лозанне персональные санкции с него сняты.

## Биография
Дмитрий Труненков родился 19 апреля 1984 года в село Тасеево, Красноярский край. С юных лет любил силовые упражнения, занимался штангой, в течение двух лет бегал спринт. После случайного предложения перейти в бобслей решил попробовать этот вид спорта и втянулся: «Как проехал первый раз в бобе, влюбился в бобслей. И никогда не жалел о своём выборе». Окончил красноярскую Академию зимних видов спорта. Тренировался под руководством Анатолия Васильевича Челышева.
В сборной России дебютировал в 2006 году, присоединившись к команде пилота Евгения Попова, и в первом же для себя Кубке мира по результатам общего зачёта занял первое место. Первую медаль европейского первенства заработал в 2007 году на соревнованиях в Кортина-д’Ампеццо, где финишировал вторым. На чемпионате мира 2008 года в Альтенберге завоевал серебряную медаль, выступая в команде с Александром Зубковым, Романом Орешниковым и Дмитрием Стёпушкиным, тогда как первое место заняла сборная Германии. В этом же сезоне взял Кубок мира ещё раз и стал победителем чемпионата Европы, состоявшегося в Санкт-Морице.
В 2010 году ездил на Олимпийские игры в Ванкувер, где принимал участие в состязаниях четвёрок в одной команде с Зубковым, Филиппом Егоровым, Петром Моисеевым, однако добиться какого-либо результата не смог. Уже во время первого заезда порвалась ручка рулевого управления, боб перевернулся и пришёл в негодность, после чего команда вынуждена была отказаться от дальнейшего участия в соревнованиях. Труненков шёл на первом месте общего зачёта Кубка мира, однако четвёртый этап омрачился дисквалификацией команды — боб не прошёл весовой контроль, «мистическим образом» оказался на два с половиной килограмма меньше нормы: «Не исключаю диверсии — кто-то попытался убрать нас, как конкурентов, с пути». В результате россияне утратили лидерство и остались без трофея.
На чемпионате мира их четвёрка после трёх попыток уверенно шла на третьем месте, но в четвёртой растеряла преимущество и вышла за черту призёров. Итоговый результат настолько удивил команду, что речь зашла даже о техническом сбое и о подаче протеста: «Может, что-то случилось с хронометражем — счёт времени нашего прохождения трассы мог вестись по другим отсечкам. Я считаю, не могли мы на коротком отрезке проиграть так много». В 2011 году в очередной раз спортсмен победил на чемпионате России, а также занял второе место на чемпионате Европы в немецком Винтерберге.
Долгое время Труненков конкурировал с Алексеем Воеводой за место в главной двойке национальной сборной, и в сезоне 2011/12, наконец, удостоился права разгонять двухместный боб Зубкова на постоянной основе, после развязавшегося между многолетними партнёрами конфликта. На первом этапе Кубка мира, проходившем в австрийском Игльсе, четвёрка с Труненковым в составе заняла первое место, в напряжённой борьбе опередив экипаж американца Холкомба. На четвёртом этапе в Альтенберге, где, помимо всего прочего, разыгрывались медали чемпионата Европы, их команда в тяжёлых погодных условиях смогла подняться до второго места и завоевать тем самым награды серебряного достоинства.
Сезон 2012/13, несмотря на возвращение Воеводы, начал в экипаже Зубкова и сразу же выиграл с ним два Кубка России, в зачётах двоек и четвёрок, а затем в составе четырёхместного экипажа одержал победу на двух стартовых этапах Кубка мира . Улучшение результатов, по мнению Труненкова, связано с работой нового главного тренера Пьера Людерса, который указал на ошибки при разгоне и дал дельные советы.
В 2014 году представлял Россию на зимних Олимпийских играх в Сочи, в составе экипажа Зубкова, куда также вошли разгоняющие Воевода и Негодайло, экипаж завоевал золотую медаль (лишены решением МОК золотой медали Олимпийских игр 2014 года за нарушение антидопинговых правил, однако затем решением Спортивного арбитражного суда в Лозанне все обвинения в применении допинга и санкции за нарушение антидопинговых правил с Труненкова сняты).
В 2015 году окончил Институт физической культуры Сибирского федерального университета.

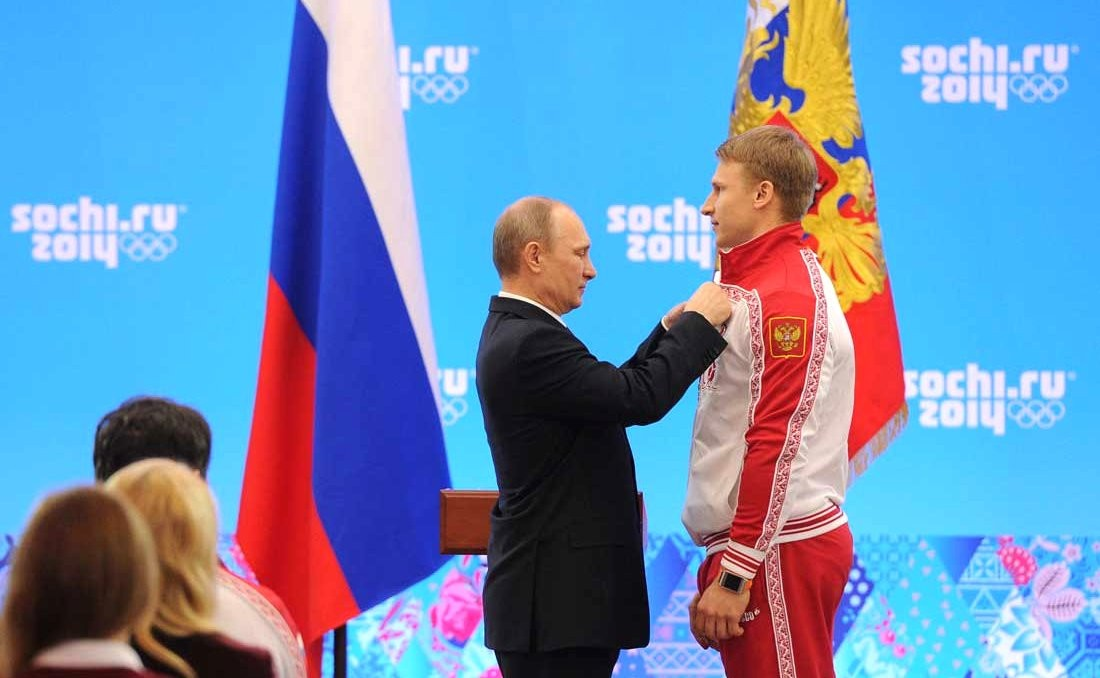
Награждение Орденом Дружбы, 24 февраля 2014 года
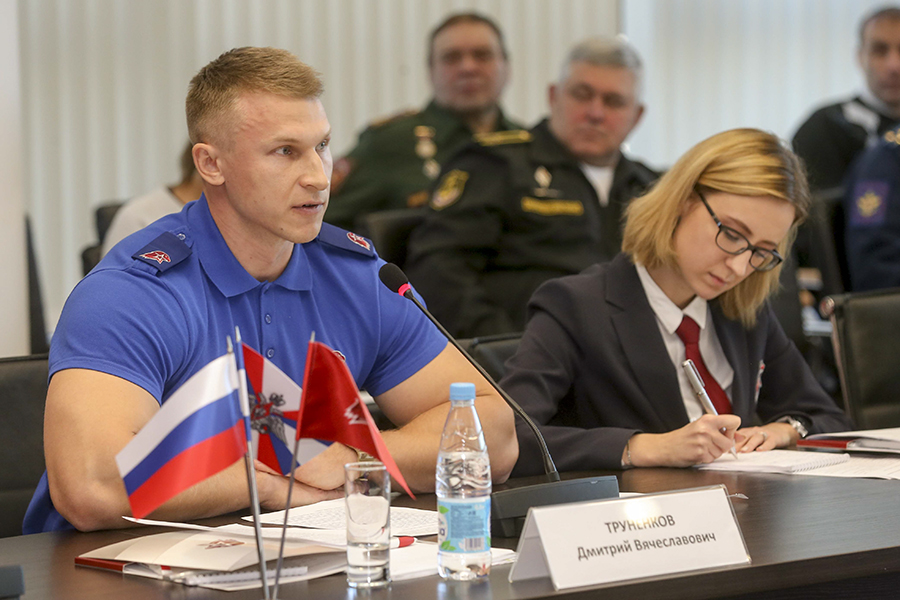
Совещание по развитию юнармейского движения. Казань, 15 ноября 2016 года
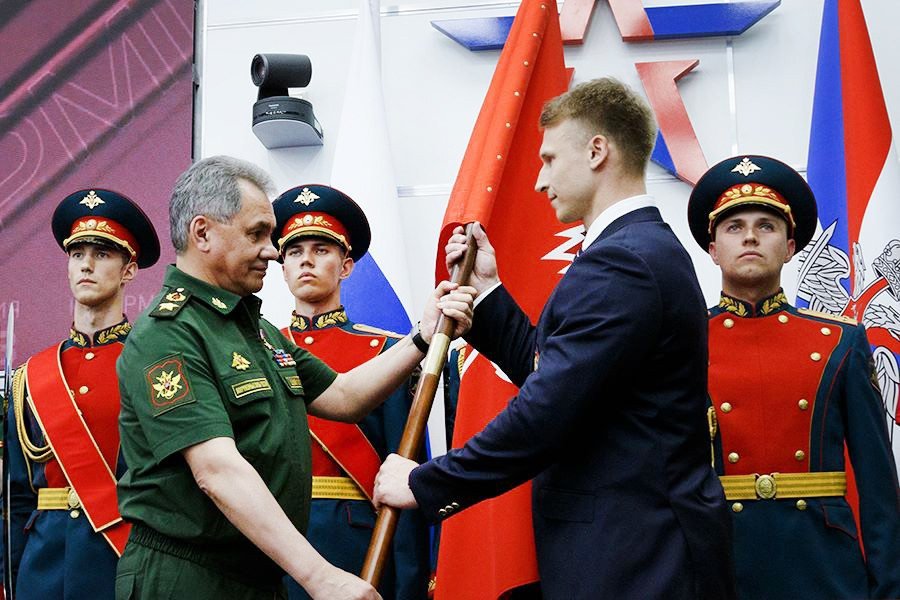
Вручение Министром обороны России Сергеем Шойгу флага «Юнармии», 2 июня 2016 года
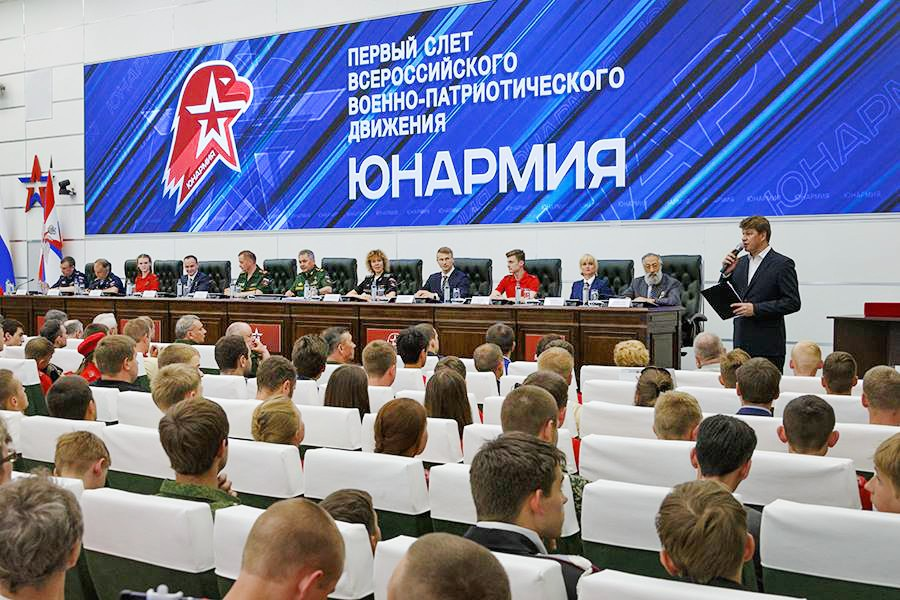
На Первом слёте движения «Юнармия». Парк «Патриот», 2 июня 2016 года

29 августа 2016 года Дмитрий Труненков завершил профессиональную карьеру спортсмена. Президент Федерации бобслея России Александр Зубков сообщил: «Дмитрий Труненков закончил свою спортивную карьеру».
Ведёт активную работу в ЦСКА. В 2016—2018 годах начальник Главного штаба всероссийского военно-патриотического движения «Юнармия».
С сентября 2020 года является преподавателем кафедры физической подготовки Военного университета имени князя Александра Невского Министерства Обороны Российской Федерации.

## Дисквалификация
В январе 2017 г. Федерация бобслея России на основании и во исполнение решения Дисциплинарного антидопингового комитета РАА «РУСАДА» приняла решение о дисквалификации Дмитрия Труненкова за употребление запрещенных веществ (в допинг пробе обнаружен станозолол). Труненков отстранен на четыре года начиная с 19 апреля 2016 года.
27 ноября 2017 года решением Международного олимпийского комитета за нарушение антидопинговых правил был лишен золотой медали Олимпийских игр 2014 года в Сочи и пожизненно отстранён от участия в Олимпийских играх. 1 февраля 2018 года решением Спортивного арбитражного суда в Лозанне все обвинения в применении допинга и санкции за нарушение антидопинговых правил на Олимпиаде в Сочи с него сняты. Дисквалификация, вынесенная Федерацией бобслея России в январе 2017 года осталась в силе. По требованию МОК оправданные Спортивным арбитражным судом (CAS) Алексей Негодайло и Дмитрий Труненков должны будут вернуть золотые медали, выигранные ими в Сочи на соревнованиях в четвёрках, так как CAS оставил в силе решение дисциплинарного комитета МОК, аннулировавшего результаты их напарников Алексея Воеводы и Александра Зубкова.

## Награды и звания
- Орден Дружбы (24 февраля 2014 года) — за большой вклад в развитие физической культуры и спорта, высокие спортивные достижения на XXII Олимпийских зимних играх 2014 года в городе Сочи[21]
- Заслуженный мастер спорта России
- Воинское звание: Лейтенант